# The Shaggs
The Shaggs war eine US-amerikanische Außenseiter-Band. 
Sie bestand aus den drei Schwestern Dorothy „Dot“ Wiggin (* 1948, Gesang, Gitarre), Betty (* 1951, Gesang, Rhythmusgitarre) und Helen (1947–2006, Schlagzeug). 
Die Band wurde 1967 von ihrem Vater Austin Wiggin, der die treibende Kraft war, gegründet. 
1969 veröffentlichten sie das Studioalbum Philosophy of the World. 
Die Shaggs wurden wegen ihres Dilettantismus und ihrer amateurhaften Musik wahrgenommen, heute werden sie jedoch auch als Wegbereiterinnen von Punk, Indie-Rock, Twee Pop und Lo-Fi gewürdigt.

## Geschichte
Die Familie Wiggin lebte ärmlich in der 4000-Einwohner-Kleinstadt Fremont in New Hampshire, 80 Kilometer nördlich von Boston. Der Vater Austin Wiggin war Arbeiter in einer Baumwollspinnerei. Weder Austin noch seine Frau waren musikalisch. Es gab eine Weissagung seiner Mutter, Austins Töchter würden eines Tages eine beliebte Musikgruppe bilden; weil Austin abergläubisch war, gründete er deshalb die Band. Er nahm seine Töchter von der Schule, kaufte ihnen Instrumente, ordnete Übungsstunden an und überwachte ihre Fortschritte. Austin war ein Einzelgänger, streng und altmodisch. Er stammte aus einer armen Familie, und ebenso arm zog er nun sieben Kinder groß; der Musikunterricht und die Instrumente für die Mädchen bedeuteten gewaltige Kosten. Die Shaggs waren schüchterne Kleinstadt-Teenager.
Dorothy sagte später dazu: 

„Austin war unser Zuchtmeister. Er war hartnäckig und temperamentvoll. Er leitete. Wir gehorchten. Oder taten unser Bestes.“

Die Shaggs dachten insgeheim ans Aufhören, aber ihr Vater Austin duldete keine Debatte. Jahre nach Austins Tod sagte Helen, Austin sei auch einmal intim mit ihr gewesen.

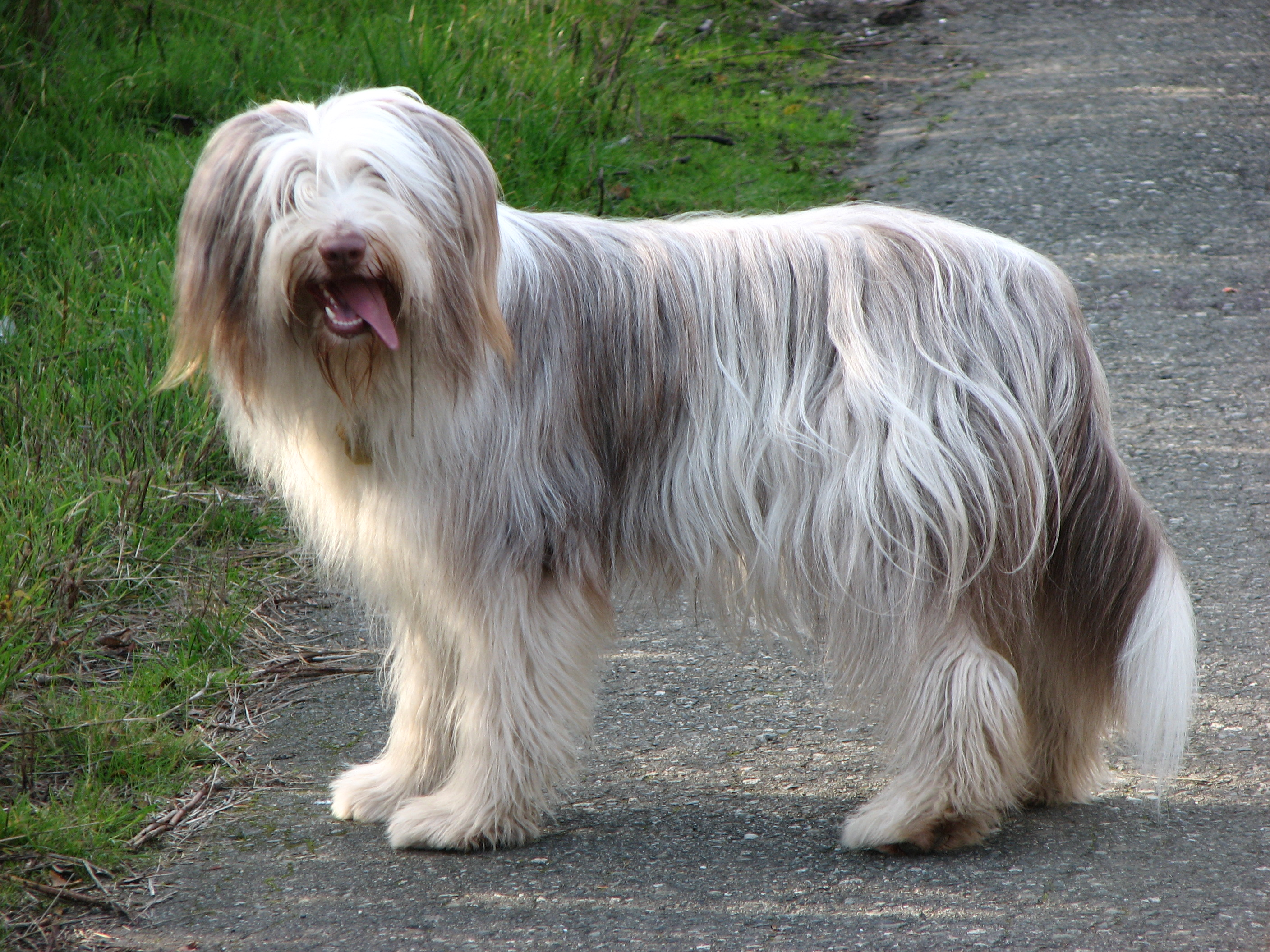
Shaggy Dog (Bearded Collie)

Auch der Name The Shaggs wurde von Austin Wiggin gewählt, er bezog sich auf den Hund Shaggy Dog wie auch auf die von dem Hund abgeleitete Shaggy-Frisur, die seinerzeit modern war. 1968 organisierte Austin Wiggin für seine Töchter einen regelmäßigen Samstagabend-Auftritt im Rathaus. 
1969 finanzierte er die Aufnahme des Albums Philosophy of the World, das 1969 veröffentlicht wurde. Dorothy war nicht sicher, ob sie schon gut genug waren, um aufzunehmen. In den Liner Notes dieses Albums schrieb Austin Wiggin:

„Die Shaggs sind echt, rein, unbeeinflusst von äußeren Einflüssen. Ihre Musik ist anders, es ist allein die ihre. Sie glauben an sie, leben sie. … Von allen zeitgenössischen Taten in der heutigen Welt tun vielleicht nur die Shaggs, was andere tun möchten, und das ist, nur das zu tun, woran sie glauben, was sie fühlen, nicht das, was andere denken, das die Shaggs fühlen sollten.
Die Shaggs lieben dich. … Sie werden ihre Musik oder ihren Stil nicht ändern, um den Launen einer frustrierten Welt gerecht zu werden. Sie sollten dies zu schätzen wissen, weil Sie wissen, dass sie rein sind, was kann man mehr verlangen? …
Sie sind Schwestern und Mitglieder einer großen Familie, deren gegenseitiger Respekt und Liebe füreinander unglaublich hoch sind. … in einer Atmosphäre, die sie ermutigt hat, ihre Musik unbeeinflusst von äußeren Einflüssen zu entwickeln. Sie sind glückliche Menschen und lieben, was sie tun. Sie tun es, weil sie es lieben.“

Susan Orlean schrieb 1999 zur Wiederveröffentlichung des Albums in The New Yorker:

„Die Musik ist gewinnender, aber stümperhafter Pop. Etwas ist irgendwie falsch mit dem Tempo, und die Melodien sind gestaucht und verbogen, nasal, ausdruckslos.“

Das Album fand zunächst keine Beachtung. 900 der 1000 gepressten Exemplare verschwanden gleich mit dem windigen Produzenten Charlie Dreyer. 
Bei einer Aufnahme war die jüngere Schwester Rachel am E-Bass dabei, sie wurde danach Mitglied der Band.
Bis 1973 traten The Shaggs weiterhin samstags im Rathaus von Fremont auf. Nachdem Austin Wiggin 1975 mit 47 Jahren an einem Herzinfarkt gestorben war, löste sich die Band auf. 1980 überzeugten Terry Adams und Tom Ardolino von der Band NRBQ ihr Plattenlabel Rounder Records, Philosophy of the World neu aufzulegen. 1982 veröffentlichten Adams und Ardolino einige unveröffentlichte Aufnahmen von 1975 auf dem Album Shaggs’ Own Thing. 1988 fand Dorothy Wiggin die verlorenen Master-Bänder von Philosophy of the World wieder, die mit den Tracks von Shaggs’ Own Thing remastert wurden.
1999 wurde Philosophy of the World von RCA Records wiederveröffentlicht. Im Film Ken Park wurde 2002 der Titel Who Are Parents verwendet.
2017 traten Dorothy, Rachel und Betty Wiggin als The Shaggs bei Wilcos Solid Sound Festival auf.

## Rezeption
Frank Zappa lobte die Shaggs und nannte sie „besser als die Beatles“. Kurt Cobain zählte Philosophy of the World zu seinen Lieblingsalben.
Joy Gregory und Gunnar Madsen schrieben das Musical The Shaggs: Philosophy of the World, das 2011 Off-Broadway von John Langs für Playwrights Horizons erfolgreich inszeniert wurde. Das Musical war beim Lucille Lortel Award 2012 in der Kategorie Outstanding Musical und beim Drama Desk Award 2012 in der Kategorie Outstanding Lyrics nominiert. 2019 wurde das Musical im Bridge Street Theatre in Catskill erneut auf die Bühne gebracht.

## Dot Wiggin Band
Am 23. Oktober 2013 veröffentlichte Dot Wiggin ein Soloalbum, Ready! Get! Go!, auf dem Label Alternative Tentacles. Das Album enthält sowohl Aufnahmen zuvor nicht eingespielter Shaggs-Songs als auch neue Songs, die Wiggin mit ihrer neuen Band schrieb.

## Diskografie

### Studioalben
- Philosophy of the World (Third World Records, TCLP 3001, 1969) (Neuauflage: Red Rooster / Rounder 3032, 1979)

### Kompilationen
- Shaggs’ Own Thing (Red Rooster / Rounder 1982)
- The Shaggs (CD enthält Philosophy Of The World und Shaggs’ Own Thing) (Rounder Records 1988)

### Singles
- My Pal Foot Foot / Things I Wonder (Fleetwood FL 4584, 1969, unter dem Namen The Shags)

### Tributealben
- Better Than The Beatles – A Tribute to the Shaggs (2001)

### Various-Artist-Compilations
- Songs In The Key of Z – The Curious Universe of Outsider Music (2000)